# 下目黑
下目黑（日语：／ Shimo-meguro */?）是東京都目黑區的地名。現行行政地名為下目黑一丁目至下目黑六丁目。2013年（平成25年）7月1日為止的人口有19,533人。郵遞區號為153-0064。

## 地理
位於目黑區東部地區。北鄰目黑一、二、三、四丁目，東接品川區上大崎四丁目，南連品川區西五反田三、四丁目，西南通品川區小山台一、二丁目，西接目黑本町一丁目，西北鄰中町一丁目。町域東部有平安時代前期創建的瀧泉寺（目黑不動），每月28日的緣日吸引大量民眾前往。
一丁目與三丁目有多座斜坡，其中的行人坂是都內首屈一指的陡坡。因冬季路面凍結造成許多行人滑倒受傷而設置欄杆。
從目黑站出發，位於斜坡的一丁目往下為目黑川，越過目黑川後是平坦的二丁目。過山手通後地勢再次上升，為三丁目。四丁目至六丁目地形平坦。

### 河川
- 目黑川

### 坂
- 權之助坂　（一丁目）
- 行人坂　（一丁目）
- 三折坂　　（三丁目）
- 石古坂　　（三丁目）
- 男坂　女坂（目黑不動境內）（三丁目）

## 歷史
江戶時代時為下目黑村，是種植米、麥、菜、筍等的普通農村，大鳥神社與目黑不動尊周遭的寺社群吸引江戶町民參訪，形成門前町。除了大鳥神社與目黑不動的訪客，也有許多來此遊樂的江戶市民。行人坂與權之助坂不僅人潮眾多，也是運送下目黑村農作物的道路，交通繁忙。
目黑一帶在江戶時代至明治時期是筍的知名產地，目黑不動門前多間茶屋以筍飯聞名。

### 地名由來
下目黑的地名源自於舊時的下目黑村。

## 交通

### 鐵路
町內沒有鐵路車站，民眾可利用以下車站。
- 東日本旅客鐵道（JR東日本）
  - 山手線：目黑站（位於品川區上大崎）
- 東京地下鐵
  - 南北線：目黑站
- 東京都交通局都営地下鉄
  - 三田線：目黑站
- 東急電鐵
  - 東急目黑線：目黑站 / 不動前站（位於品川區西五反田）

### 巴士
東急巴士　
- 黑01（目黑站前-清水、慈幼教會-大岡山小學校前）
- 黑02（目黑站-清水-二子玉川/等等力七丁目）
- 東98（等等力操車所-目黑站前、東京鐵塔-東京站南口）
- 澀41（澀谷站-大鳥神社前-大井町）
- 澀72（澀谷站東口-目黑不動尊-五反田）　每月28日緣日班次

### 道路、橋梁
道路
- 東京都道312號白金台町等等力線（目黑通）
- 東京都道317號環狀六號線（山手通）

橋梁
- 目黑新橋

## 設施

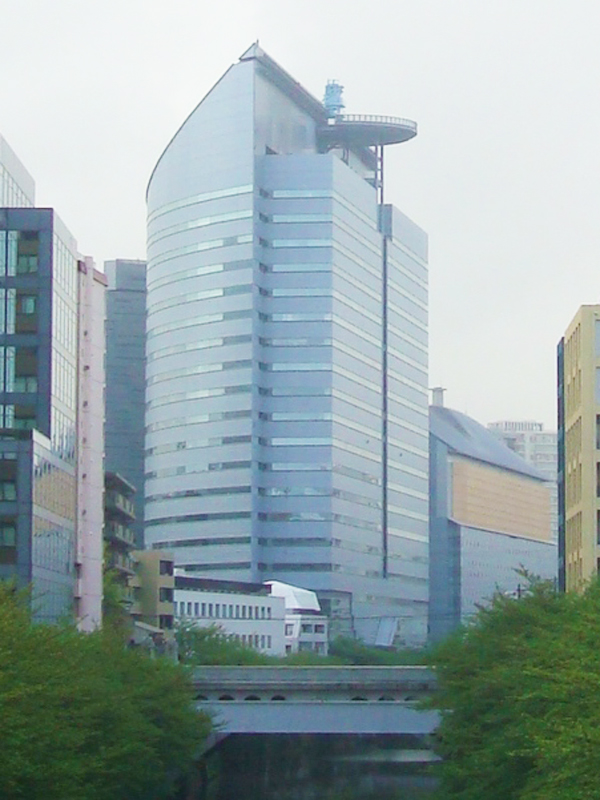
目黑川與Arco Tower（正面）、目黑雅敘園（右）

在外公館
- 尼泊爾大使館
- 吉布地大使館
- 吉爾吉斯大使館
- 烏茲別克大使館
- 泰國大使館
- 巴布亞新幾內亞大使館（页面存档备份，存于）

官公署
- 目黑消防署

教育
- 目黑區立不動小學校
- 目黑區立第三中學校
- 目黑區立第四中學校
- 東京學園高等學校
- 多摩大學中學校、高等學校

公園
- 林試之森公園
- 大鳥公園
- 不動公園
- 櫻花街角公園

文化
- 目黑寄生蟲館

企業
- 日本華特迪士尼本社
- Horipro本社
- 日本默克本社
- 紀伊國屋書店本社
- 松下系統網路（Panasonic System Networks）本社
- 日本保時捷本社
- 日本瑪氏食品本社
- 佐藤控股（SATO HOLDINGS）本社
- 山葉音樂振興會
- 目黑雅敘園

寺社
- 瀧泉寺 - 目黑不動。
- 五百羅漢寺
- 大鳥神社
- 海福寺
- 成就寺
- 大圓寺
- 大聖院
- 蟠龍寺

## 史蹟
- 青木昆陽墓

## 備註
1. ↑  .   [2013-08-02]. （原始内容存档于2020-05-03）.
2. ↑  地區、住區區域　中目黑，三田，目黑，下目黑，中町，五本木，祐天寺，中央町，目黑本町-目黑區 （页面存档备份，存于）,2011-09-28閲覧。
3. ↑  山本和夫「目黑區史跡散歩」学生社，p65-67
4. ↑  JA東京中央会企画発行，農山漁村文化協会編集『江戸東京農業名所めぐり』2002年，136-137頁

## 外部連結
- 目黑區官方網站（页面存档备份，存于）